# کالج دو لمان
کالج دو لمان (انگلیسی: Collège du Léman) مدرسه خصوصی شبانه‌روزی مستقر در ورسوآ ژه او، ژنو، سوئیس است، که در سال ۱۹۶۰ تأسیس شد.